# Sowjetarmee-Pokal 1970/71
Der Sowjetarmee-Pokal 1970/71 war die 31. Austragung des Pokalwettbewerbs im Fußball in Bulgarien. Pokalsieger wurde Titelverteidiger Lewski-Spartak Sofia. Das Team setzte sich im Finale gegen DFS Lokomotive Plowdiw durch. Durch den Sieg qualifizierte sich Lewski-Spartak für den Europapokal der Pokalsieger 1971/72.

## Modus
Zunächst wurde eine K.-o.-Runde durchgeführt. Die Sieger spielten anschließend in vier Gruppen zu je vier Mannschaften. Die Gruppensieger und -zweiten qualifizierten sich für das Viertelfinale. In allen Runden wurde jeweils ein Spiel zwischen den Mannschaften ausgetragen. Bei unentschiedenem Ausgang in den K.-o.-Spielen wurde der Sieger im Elfmeterschießen ermittelt.

## Teilnehmer
| - Akademik Sofia - SFD Akademik Swischtow - FC Bdin Widin - DFS Beroe Stara Sagora - FC Botew Wraza - FC Dimitrowgrad - Dobrudscha Tolbuchin - Dorostol Silistra | - FC Dunaw Russe - Etar Weliko Tarnowo - Lewski-Spartak Sofia - Lokomotive Mesdra - DFS Lokomotive Plowdiw - Ludogorez Rasgrad - DFS Marek Stanke Dimitrow - Mariza Plowdiw | - DFS Pernik - Nikolaj Laskow Jambol - Rakowski Sewliewo - Rodopa Smoljan - ZSK Slawia Sofia - FK Sliwnischki Geroj Sliwniza - DFS Spartak Plewen - ZSK Spartak Warna | - AFD Trakia Plowdiw - Tschardafon-Orlowez Gabrowo - Stamo Kostow Popowo - Tscherno More Warna - FC Tschernomorez Burgas - Welbaschd Kjustendil - Panajot Wolow Schumen - ZSKA Septemwrijsko sname Sofia |

## 1. Runde
| Datum      |                             | Ergebnis        |                                |
| ---------- | --------------------------- | --------------- | ------------------------------ |
| 16.12.1970 | Akademik Sofia              | 2:1             | DFS Beroe Stara Sagora         |
| 16.12.1970 | Lewski-Spartak Sofia        | 1:0             | DFS Pernik                     |
| 16.12.1970 | Rodopa Smoljan              | 0:3             | ZSKA Septemwrijsko sname Sofia |
| 16.12.1970 | DFS Lokomotive Plowdiw      | 3:0             | Dobrudscha Tolbuchin           |
| 16.12.1970 | DFS Spartak Plewen          | 1:0             | Ludogorez Rasgrad              |
| 16.12.1970 | FC Botew Wraza              | 4:2             | Lokomotive Mesdra              |
| 16.12.1970 | Stamo Kostow Popowo         | 1:7             | DFS Marek Stanke Dimitrow      |
| 16.12.1970 | FC Dunaw Russe              | 2:0             | FC Dimitrowgrad                |
| 16.12.1970 | Dorostol Silistra           | 0:1             | Tscherno More Warna            |
| 16.12.1970 | Tschardafon-Orlowez Gabrowo | 4:0             | Panajot Wolow Schumen          |
| 16.12.1970 | ZSK Spartak Warna           | 3:0             | Mariza Plowdiw                 |
| 16.12.1970 | SFD Akademik Swischtow      | 1:0             | ZSK Slawia Sofia               |
| 16.12.1970 | FC Bdin Widin               | 2:0             | Nikolaj Laskow Jambol          |
| 16.12.1970 | Welbaschd Kjustendil        | 0:1             | AFD Trakia Plowdiw             |
| 16.12.1970 | FC Tschernomorez Burgas     | 3:1             | Rakowski Sewliewo              |
| 16.12.1970 | Etar Weliko Tarnowo         | 2:2 (7:6 i. E.) | FK Sliwnischki Geroj Sliwniza  |

## Gruppenphase
Die vier Gruppensieger und -zweiten qualifizierten sich für das Viertelfinale.

### Gruppe 1
Die Spiele fanden in Pasardschik und  Welingrad statt.
| Pl.                                                                                          | Verein                      | Sp. | S | U | N | Tore    | Diff. | Punkte |
| -------------------------------------------------------------------------------------------- | --------------------------- | --- | - | - | - | ------- | ----- | ------ |
| 1.                                                                                           | Tschardafon-Orlowez Gabrowo | 3   | 2 | 1 | 0 | 004:100 | +3    | 07     |
| 2.                                                                                           | Lewski-Spartak Sofia        | 3   | 2 | 0 | 1 | 005:100 | +4    | 06     |
| 3.                                                                                           | FC Dunaw Russe              | 3   | 1 | 1 | 1 | 004:600 | −2    | 04     |
| 4.                                                                                           | FC Bdin Widin               | 3   | 0 | 0 | 3 | 002:700 | −5    | 0      |
| Platzierungskriterien: 1. Punkte – 2. Tordifferenz – 3. direkter Vergleich – 4. Losentscheid |                             |     |   |   |   |         |       |        |

| Datum      |                             | Ergebnis |                      |
| ---------- | --------------------------- | -------- | -------------------- |
| 20.02.1971 | Lewski-Spartak Sofia        | 3:0      | FC Dunaw Russe       |
| 20.02.1971 | Tschardafon-Orlowez Gabrowo | 2:0      | FC Bdin Widin        |
| 24.02.1971 | Lewski-Spartak Sofia        | 2:0      | FC Bdin Widin        |
| 24.02.1971 | Tschardafon-Orlowez Gabrowo | 1:1      | FC Dunaw Russe       |
| 28.02.1971 | Tschardafon-Orlowez Gabrowo | 1:0      | Lewski-Spartak Sofia |
| 28.02.1971 | FC Dunaw Russe              | 3:2      | FC Bdin Widin        |

### Gruppe 2
Die Spiele fanden in Petritsch und Sandanski statt.
| Pl.                                                                                          | Verein                    | Sp. | S | U | N | Tore    | Diff. | Punkte |
| -------------------------------------------------------------------------------------------- | ------------------------- | --- | - | - | - | ------- | ----- | ------ |
| 1.                                                                                           | DFS Marek Stanke Dimitrow | 3   | 2 | 1 | 0 | 004:100 | +3    | 07     |
| 2.                                                                                           | DFS Spartak Plewen        | 3   | 1 | 2 | 0 | 004:100 | +3    | 05     |
| 3.                                                                                           | Akademik Sofia            | 3   | 1 | 1 | 1 | 001:100 | ±0    | 04     |
| 4.                                                                                           | Tscherno More Warna       | 3   | 0 | 0 | 3 | 000:600 | −6    | 0      |
| Platzierungskriterien: 1. Punkte – 2. Tordifferenz – 3. direkter Vergleich – 4. Losentscheid |                           |     |   |   |   |         |       |        |

| Datum      |                           | Ergebnis |                     |
| ---------- | ------------------------- | -------- | ------------------- |
| 20.02.1971 | DFS Spartak Plewen        | 3:0      | Tscherno More Warna |
| 20.02.1971 | DFS Marek Stanke Dimitrow | 1:0      | Akademik Sofia      |
| 24.02.1971 | DFS Marek Stanke Dimitrow | 1:1      | DFS Spartak Plewen  |
| 24.02.1971 | Akademik Sofia            | 1:0      | Tscherno More Warna |
| 28.02.1971 | DFS Spartak Plewen        | 0:0      | Akademik Sofia      |
| 28.02.1971 | DFS Marek Stanke Dimitrow | 2:0      | FC Botew Wraza      |

### Gruppe 3
Die Spiele fanden in Stara Sagora und Nowa Sagora statt.
| Pl.                                                                                          | Verein                         | Sp. | S | U | N | Tore    | Diff. | Punkte |
| -------------------------------------------------------------------------------------------- | ------------------------------ | --- | - | - | - | ------- | ----- | ------ |
| 1.                                                                                           | ZSKA Septemwrijsko sname Sofia | 3   | 2 | 1 | 0 | 008:200 | +6    | 07     |
| 2.                                                                                           | DFS Lokomotive Plowdiw         | 3   | 1 | 2 | 0 | 008:100 | +7    | 05     |
| 3.                                                                                           | FC Tschernomorez Burgas        | 3   | 1 | 0 | 2 | 003:120 | −9    | 03     |
| 4.                                                                                           | ZSK Spartak Warna              | 3   | 0 | 1 | 2 | 003:700 | −4    | 01     |
| Platzierungskriterien: 1. Punkte – 2. Tordifferenz – 3. direkter Vergleich – 4. Losentscheid |                                |     |   |   |   |         |       |        |

| Datum      |                           | Ergebnis |                         |
| ---------- | ------------------------- | -------- | ----------------------- |
| 20.02.1971 | ZSKA Septemw. sname Sofia | 0:0      | DFS Lokomotive Plowdiw  |
| 20.02.1971 | FC Tschernomorez Burgas   | 2:1      | ZSK Spartak Warna       |
| 24.02.1971 | ZSKA Septemw. sname Sofia | 4:1      | ZSK Spartak Warna       |
| 24.02.1971 | DFS Lokomotive Plowdiw    | 7:0      | FC Tschernomorez Burgas |
| 28.02.1971 | ZSKA Septemw. sname Sofia | 4:1      | FC Tschernomorez Burgas |
| 28.02.1971 | DFS Lokomotive Plowdiw    | 1:1      | ZSK Spartak Warna       |

### Gruppe 4
Die Spiele fanden in Chaskowo und Dimitrowgrad statt.
| Pl.                                                                                          | Verein                 | Sp. | S | U | N | Tore    | Diff. | Punkte |
| -------------------------------------------------------------------------------------------- | ---------------------- | --- | - | - | - | ------- | ----- | ------ |
| 1.                                                                                           | AFD Trakia Plowdiw     | 3   | 2 | 1 | 0 | 006:300 | +3    | 07     |
| 2.                                                                                           | FC Botew Wraza         | 3   | 1 | 2 | 0 | 003:200 | +1    | 05     |
| 3.                                                                                           | Etar Weliko Tarnowo    | 3   | 1 | 1 | 1 | 003:200 | +1    | 04     |
| 4.                                                                                           | SFD Akademik Swischtow | 3   | 0 | 0 | 3 | 002:700 | −5    | 0      |
| Platzierungskriterien: 1. Punkte – 2. Tordifferenz – 3. direkter Vergleich – 4. Losentscheid |                        |     |   |   |   |         |       |        |

| Datum      |                     | Ergebnis |                        |
| ---------- | ------------------- | -------- | ---------------------- |
| 20.02.1971 | FC Botew Wraza      | 2:1      | SFD Akademik Swischtow |
| 20.02.1971 | AFD Trakia Plowdiw  | 2:1      | Etar Weliko Tarnowo    |
| 24.02.1971 | Etar Weliko Tarnowo | 1:1      | FC Botew Wraza         |
| 24.02.1971 | AFD Trakia Plowdiw  | 3:0      | SFD Akademik Swischtow |
| 28.02.1971 | FC Botew Wraza      | 4:0      | AFD Trakia Plowdiw     |
| 28.02.1971 | Etar Weliko Tarnowo | 1:0      | SFD Akademik Swischtow |

## Viertelfinale
| Datum          |                           | Ergebnis        |                                |
| -------------- | ------------------------- | --------------- | ------------------------------ |
| 14. April 1971 |                           |                 |                                |
| 14.04.1971     | DFS Lokomotive Plowdiw    | 3:2             | Tschardafon-Orlowez Gabrowo    |
| 14.04.1971     | Lewski-Spartak Sofia      | 2:2 (5:4 i. E.) | ZSKA Septemwrijsko sname Sofia |
| 14.04.1971     | DFS Marek Stanke Dimitrow | 3:0             | FC Botew Wraza                 |
| 14.04.1971     | DFS Spartak Plewen        | 1:1 (6:5 i. E.) | AFD Trakia Plowdiw             |

## Halbfinale
| Datum      |                        | Ergebnis |                           |
| ---------- | ---------------------- | -------- | ------------------------- |
| 16.06.1971 | Lewski-Spartak Sofia   | 5:0      | DFS Marek Stanke Dimitrow |
| 16.06.1971 | DFS Lokomotive Plowdiw | 3:0      | DFS Spartak Plewen        |

## Finale
| Paarung                | Lewski-Spartak Sofia – DFS Lokomotive Plowdiw |
| Ergebnis               | 3:0 (3:0) |
| Datum                  | 25. August 1971 |
| Stadion                | Narodna-Armija-Stadion, Sofia |
| Zuschauer              | 30.000 |
| Schiedsrichter         | Atanas Mateew |
| Tore                   | 1:0 Georgi Zwetkow (8.) 2:0 Janko Kirilow (36.) 2:1 Petar Kirilow (38.) |
| Lewski-Spartak Sofia   | Biser Michajlow – Milko Gajdarski, Dobromir Schetschew , Stefan Aladschow, Kiril Iwkow – Iwan Stojanow, Janko Kirilow, Petar Kirilow – Zwetan Wesselinow, Georgi Zwetkow (46. Josif Charalampiew), Pawel Panow Cheftrainer: Jontscho Arsow |
| DFS Lokomotive Plowdiw | Stantscho Bontschew – Ilija Bekjarow, Nedjalko Stambolijew, Gantscho Peew, Kostas Panajotis – Wassil Ankow, Christo Bonew , Todor Paunow – Georgi Wassilew, Dimitar Genow (46. Georgi Walkow), Todor Iwanow Cheftrainer: Iwan Manolow      |